# The Reflections
The Reflections waren eine US-amerikanische Doo-Wop-Band aus Detroit, die in den Jahren 1964 und 1965 erfolgreich war.

## Mitglieder
- Tony Micale (* 23. August 1942 in Bronx, New York, Frontsänger)
- Phil Castrodale (* 2. April in Detroit, Michigan, Erster Tenor)
- Dan Bennie (* 13. März 1940 in Johnstone, Schottland. † 7. April 2008, Zweiter Tenor)
- Ray Steinberg (* 29. Oktober 1942 in Washington, Pennsylvania, Bariton)
- John Dean (* 9. November 1941 in Detroit, Bass)
- Frank Amodeo (* 16. Dezember 1938 in Brooklyn, New York; † 2009), ersetzte 1966 Micale als Frontsänger

## Geschichte
Tony Micale und John Dean sangen zunächst in den 1958er Jahren bei den „Larados“, ehe sie 1963 die fünfköpfige Gruppe „The Reflection“ gründeten. Alle vier waren im Raum Detroit zuhause. Ihre erste Schallplatte brachte die Gruppe 1963 bei der kleinen Detroiter Plattenfirma Kay Ko heraus. Ende des Jahres gelang es ihnen, einen Plattenvertrag mit der Firma Golden World abzuschließen, die ebenfalls in Detroit ansässig war.
Die erste Single beim neuen Label erschien im Februar 1964, und ihr B-Seiten-Titel (Just Like) Romeo & Juliet entwickelte sich zum größten Erfolg der Reflections. Er stieg in den Hot 100 des US-Musikmagazins Billbord bis zum Platz sechs auf und erreichte in den Rhythm-and-Blues-Charts Rang drei. Golden World nahm den Erfolg zum Anlass, noch im selben Jahr mit den Reflections eine Langspielplatte gleichen Namens auf den Markt zu bringen. Außerdem erschienen Singles mit Romeo & Juliet unter anderem auch in Großbritannien, den Niederlanden, Kanada und Australien. „Romeo & Juliet“ verkaufte sich über eine Million Mal. Die Reflections wurde von Dick Clark auf die Tournee „Caravan of Stars“ mitgenommen, wo sie unter anderem zusammen mit Gene Pitney und den Supremes in 27 US-Staaten auftraten. Anschließend lud sie James Brown ein, in seiner New Yorker Revue mitzuwirken. Bis 1965 hatten die Reflections mit Like Columbus Did und Poor Man's Son zwei weitere Songs, die es in die Hot 100 schafften. Außerdem hatten sie einen Auftritt in dem Film Winter A Go-Go (Das total verrückte Skihotel). Nachdem der Vertrag mit Golden World nach neun Singles und einer Langspielplatte Ende 1965 ausgelaufen war, wurden 1966 noch zwei Singles bei ABC-Paramount produziert, die jedoch erfolglos blieben.
Tony Micale verließ 1966 die Reflections und versuchte sich als Solosänger. Er wurde als Frontsänger von Frank Amodeo ersetzt. Von Micale ist nur eine Single von Golden World bekannt, die er als Tony Michaels besang (Picture Me And You / I Love The Life I Live, GW Nr. 41).
Jahrzehnte später reaktivierten Tony Micale und John Dean mit drei neuen Sängern die Reflections wieder und sie tourten durch die Staaten und in Kanada. 1991 wurden die Reflections in die Michigan Rock & Roll Hall of Fame aufgenommen.

## Diskografie

### Alben
- 1964: (Just Like) Romeo & Juliet (Golden World Nr. 300)

### Singles
| A/B-Seite                                                          | Katalog-Nr.   | veröffentl. |
| ------------------------------------------------------------------ | ------------- | ----------- |
|                                                                    | Kay Ko        |             |
| Helpless / You Said Goodbye                                        | 1003          | 01963       |
|                                                                    | Golden World  |             |
| Can’t You Tell By The Look In My Eyes / (Just Like) Romeo & Juliet | 8/9           | 02.1964     |
| Like Columbus Did / Lonely Girl                                    | 12            | 06.1964     |
| Talkin’ About My Girl / Oowee Now Now                              | 15            | 08.1964     |
| (I’m Just) aHenpecked Guy / Don’t Do That to Me                    | 16            | 09.1964     |
| Shabby Little Hut / You’re My Baby                                 | 19            | 11.1964     |
| Poor Man’s Son / Comin’ at You                                     | 20            | 02.1965     |
| Wheelin’ and Dealin’ / Deborah Ann                                 | 22            | 06.1965     |
| Out of the Picture / June Bride                                    | 24            | 07.1965     |
| Girl in the Candy Store / Your Kind of Love                        | 29            | 09.1965     |
|                                                                    | ABC-Paramount |             |
| Like Adam and Eve / Vito's House                                   | 10794         | 03.1966     |
| You’re Gonna Find Out / The Long Cigarette                         | 10822         | 07.1966     |

## Chartplatzierungen
Singles

| Jahr | Titel Album                | Höchstplatzierung, Gesamtwochen, AuszeichnungChartplatzierungen (Jahr, Titel, Album, Platzierungen, Wochen, Auszeichnungen, Anmerkungen) | Höchstplatzierung, Gesamtwochen, AuszeichnungChartplatzierungen (Jahr, Titel, Album, Platzierungen, Wochen, Auszeichnungen, Anmerkungen) | Anmerkungen |
| Jahr | Titel Album                | US | R&B | Anmerkungen |
| ---- | -------------------------- | --- | --- | ----------- |
| 1964 | (Just Like) Romeo & Juliet | US6 (12 Wo.)US | R&B3 (14 Wo.)R&B |             |
| 1964 | Like Columbus Did          | US96 (1 Wo.)US | — |             |
| 1965 | Poor Man’s Son             | US55 (5 Wo.)US | — |             |